# Arcisate

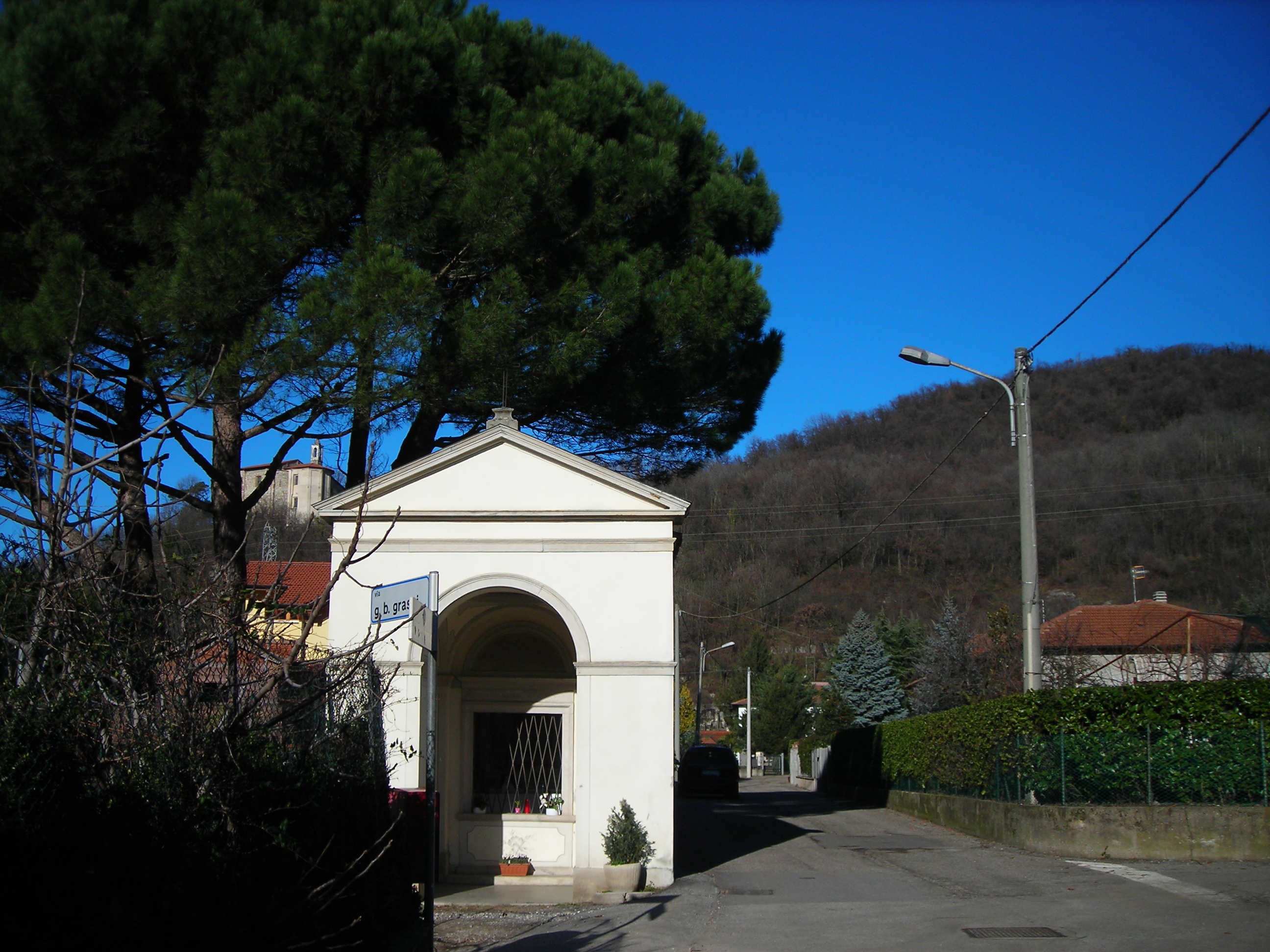
Betkapelle im Ortsteil Brenno Useria

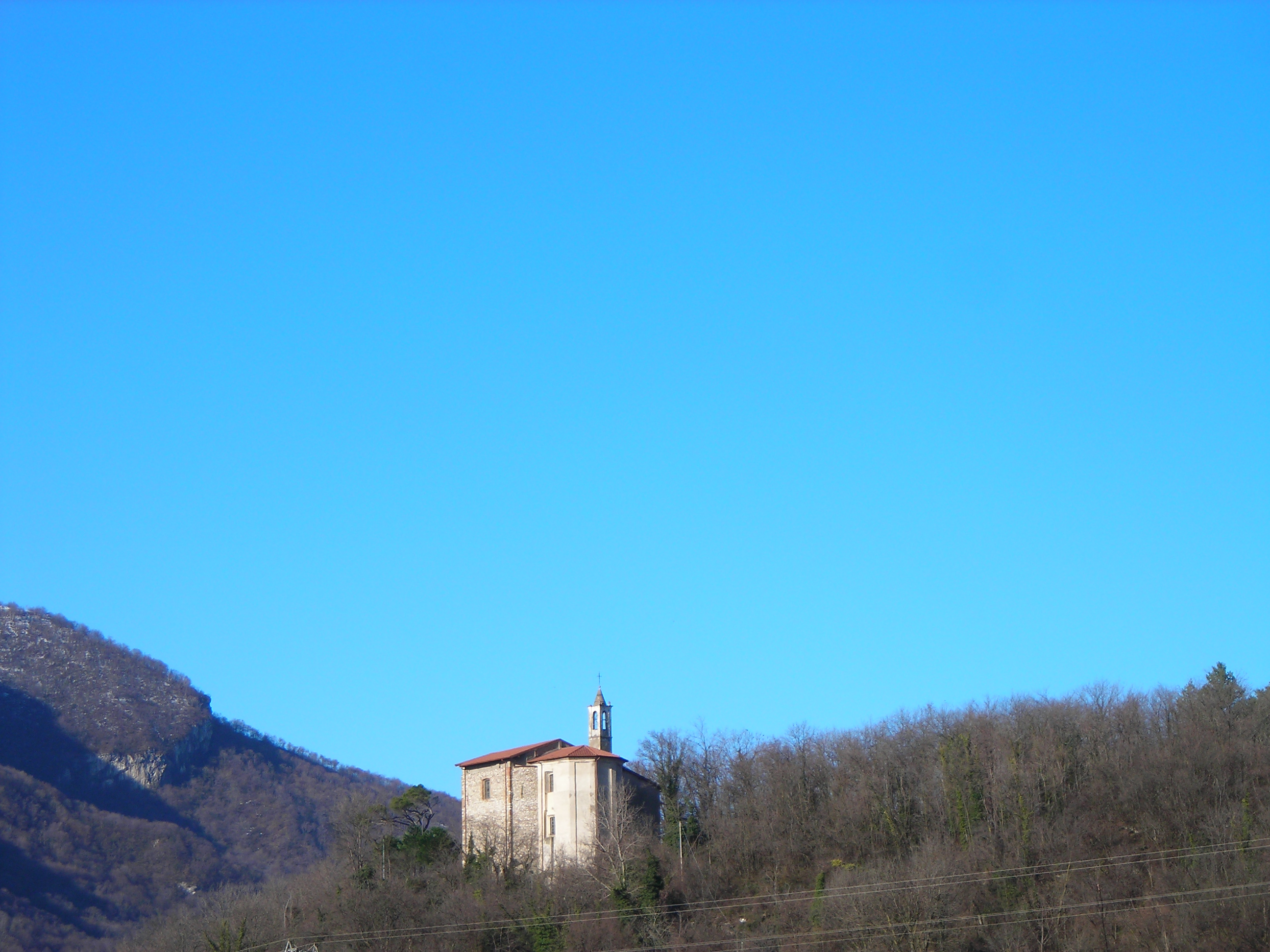
Wallfahrtskirche Maria Immacolata im Ortsteil Brenno Useria

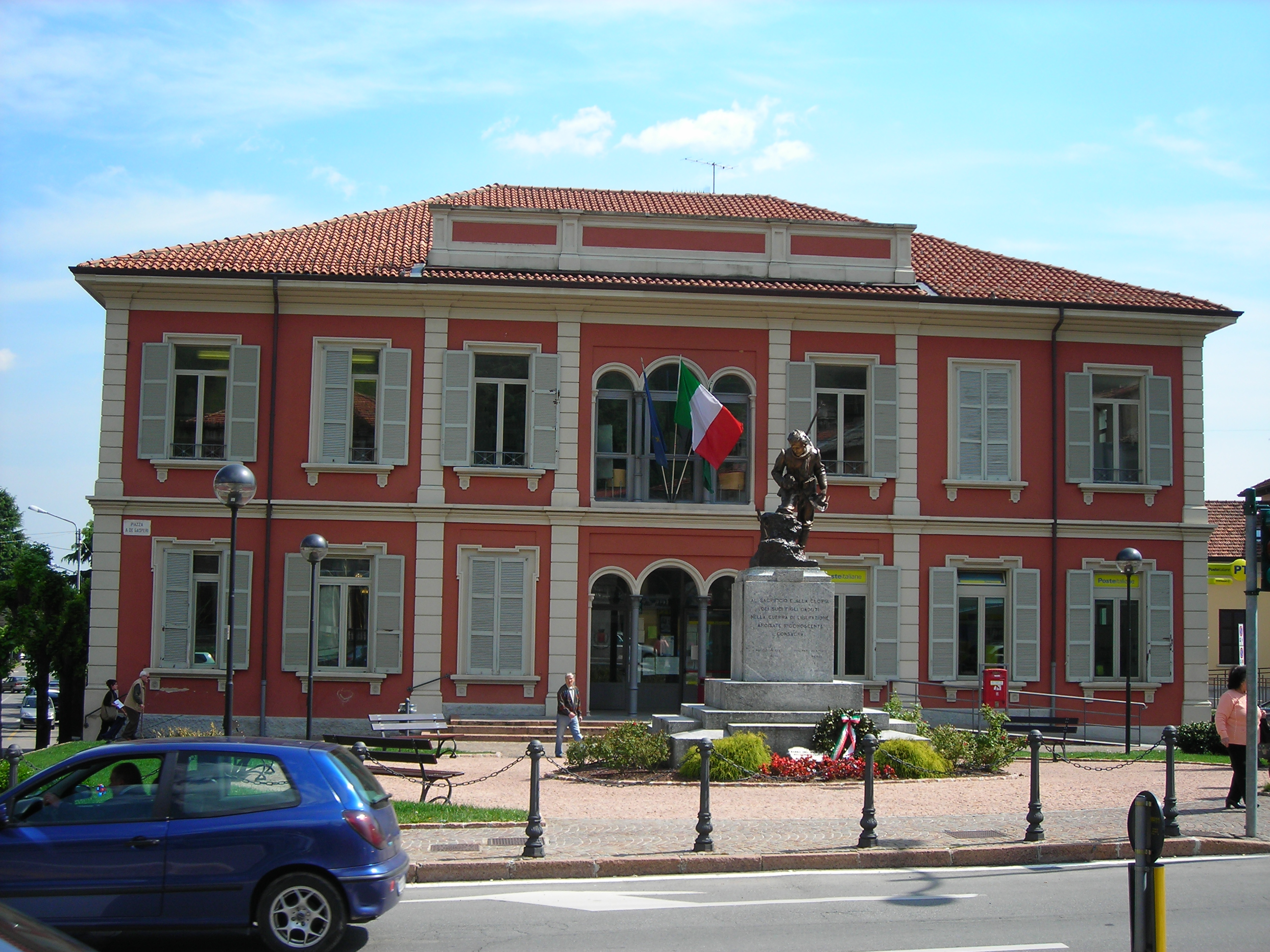
Gemeindehaus mit Denkmal der Gefallenen im Vordergrund

Arcisate ist eine italienische Gemeinde (comune) in der Provinz Varese in der Region Lombardei.

## Geographie
Die Gemeinde liegt etwa 5,5 Kilometer nordöstlich von Varese und bedeckt eine Fläche von 12 km². Zu Arcisate gehören die Fraktionen Brenno Useria und Velmaio. Arcisate ist der Hauptort der Comunità montana del Piambello.

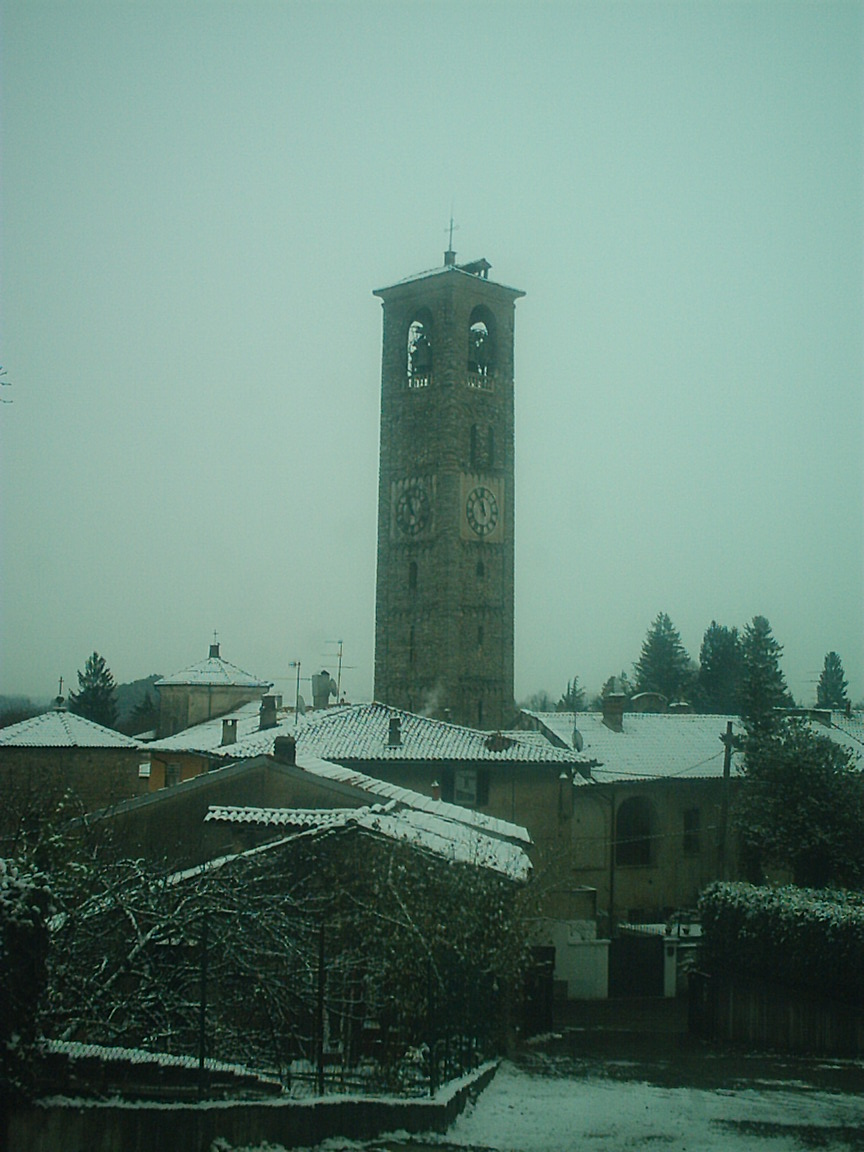
Campanile von San Vittore

Die Gemeinde liegt an der Staatsstraße 344 von Varese zum Luganersee und umfasst die Fraktionen Brenno Useria und Velmaio und die Weiler Casale Baranzello, Mirabello und Roccolo. Die Nachbargemeinden sind: Bisuschio, Cantello, Cuasso al Monte, Induno Olona, Valganna, Varese und Viggiù.

## Geschichte
Die Gemeinde Arcisate, die in den Statuten der Straßen und Gewässer des Contado di Milano in der Form Arsigià erwähnt wird, gehörte zu den Gemeinden, die zur Instandhaltung der Bollate-Straße beitrugen (1346). Im Jahr 1484 wurden Arcisate und die anderen Gemeinden der Pieve von Gian Galeazzo Maria Sforza an seinen Ratsherrn Guido Antonio Arcimboldi verpfändet. Die Arcimboldi hielten das Lehen, das sich die Familien Visconti und später Visconti Borromeo teilten, bis 1727.
In den Registern des Estimo (Grundbuch) des Herzogtums Mailand von 1558 und in den späteren Aktualisierungen des 17. Jahrhunderts wurde Arcisate stets als Vorsteher einer Pieve aufgeführt. Nach den Antworten auf 45 Fragen, die im Jahr 1751 von der Zweiten Volkszählungskommission gestellt wurden, war das Gebiet Giulio Visconti Borromeo Arese als Lehnsherr unterstellt, dem die Gemeinde 50 Lire pro Jahr für das Pflastern zahlte. Die Rechtsprechung wurde vom Podestà Giuseppe Viano Beltramini ausgeübt, der verpflichtet war, in der Gemeinde zu wohnen und ein Gehalt von 17 Lire und 10 Soldi pro Jahr erhielt. Beschwerden im Zusammenhang mit der Fehde wurden an den Podestà gerichtet, solche, die sich auf den Magistrat bezogen, an das königliche Amt in Varese.
In Arcisate gab es noch einen weiteren Podestà, der als alter Vizekommandant bekannt war, Doktor Portabò. Der Konsul leistete jedoch keinen Eid auf einen der beiden Podestà. In Arcisate gab es einen Partikularrat, der aus zwei Bürgermeistern bestand, die bei jeder Steuererhebung auf dem öffentlichen Platz ausgelost wurden; den Bürgermeistern oblag die Verwaltung und Erhaltung des öffentlichen Eigentums und die Überwachung der Gerechtigkeit der öffentlichen Verteilungen. Der Schreiber wohnte in dem Ort und erhielt 40 Lire pro Jahr.

## Bevölkerung
| Bevölkerungsentwicklung | Bevölkerungsentwicklung | Bevölkerungsentwicklung | Bevölkerungsentwicklung | Bevölkerungsentwicklung | Bevölkerungsentwicklung | Bevölkerungsentwicklung | Bevölkerungsentwicklung | Bevölkerungsentwicklung | Bevölkerungsentwicklung | Bevölkerungsentwicklung | Bevölkerungsentwicklung | Bevölkerungsentwicklung | Bevölkerungsentwicklung | Bevölkerungsentwicklung | Bevölkerungsentwicklung |
| ----------------------- | ----------------------- | ----------------------- | ----------------------- | ----------------------- | ----------------------- | ----------------------- | ----------------------- | ----------------------- | ----------------------- | ----------------------- | ----------------------- | ----------------------- | ----------------------- | ----------------------- | ----------------------- |
| Jahr                    | 1574                    | 1687                    | 1751                    | 1805                    | 1853                    | 1881                    | 1901                    | 1921                    | 1951                    | 1971                    | 1991                    | 2001                    | 2011                    | 2021                    |                         |
| Einwohner               | 478                     | 794                     | 714                     | 1007                    | 1468                    | 1745                    | 1676                    | 1725                    | *4035                   | *7199                   | 8954                    | 9280                    | 9850                    | 9900                    |                         |

- 1928 Fusion mit Brenno Useria
- 1968 Fusion mit Velmaio

## Verkehr
Ein Bahnhof besteht an der Bahnstrecke Mendrisio (Schweiz) – Varese. Diese Neubaustrecke ersetzt zum Teil die Bahnstrecke Varese–Porto Ceresio.

## Sehenswürdigkeiten
- Propsteikirche San Vittore (16. Jahrhundert), in Innenraum Denktafel (5. Jahrhundert)[2]
- Taufkapelle San Vittore[3]
- Wallfahrtskirche Maria Immacolata im Ortsteil Brenno Useria
- Alte Kalchhofen

## Persönlichkeiten
- Benigno Bossi (* 31. Juli 1727 in Arcisate; † 4. November 1792 in Parma), Maler, Stuckateur, Kupferstecher[4][5]
- Giuseppe Fezzardi (* 1939), Radrennfahrer
- Rina Monti (1871–1937), Zoologin, Limnologin und Hochschullehrerin

## Veranstaltungen
- Palio di San Vittore[6]